# 三遊亭こと馬
三遊亭 こと馬（さんゆうてい ことば、1985年1月11日 - ）は、落語芸術協会に所属する落語家。五代目三遊亭圓馬門下の二ツ目。本名∶田野 実生。出囃子は「売り名節」。

## 経歴
神奈川県秦野市出身。御茶の水美術専門学校卒業。
2020年9月に五代目三遊亭圓馬に入門。前座名「こと馬」。2021年2月下席、浅草演芸ホールで初高座（演目は『からぬけ』）。
2025年2月中席より、講談師の神田紅希とともに二ツ目に昇進。

## 人物
- 趣味は散歩、読書[2]。ピクニック、原付で走ること、スナップ写真、絵を描くこと、コーヒー[3]。

## 芸歴
- 2020年9月 - 五代目三遊亭圓馬に入門。
- 2021年1月 - 楽屋入り。
- 2025年2月 - 二ツ目昇進。